# Кезон Квинкций Клавд
Кезо́н Кви́нкций Клавд (лат. Kaeso Quinctius Claudus; родился, по одной из версий, в 310-х гг. до н. э. — умер после 271 года до н. э.) — римский политический деятель из патрицианского рода Квинкциев, консул 271 года до н. э.
Капитолийские фасты называют преномены отца и деда Кезона Квинкция — Луций и Гней соответственно. Существует предположение, что отец — военный трибун Луций Квинкций, упомянутый в источниках в связи с событиями 326 года до н. э., а дед — Гней Квинкций Капитолин, диктатор в 331 году до н. э. Рождение Кезона Квинкция немецкий учёный Йорг Рюпке предположительно относит к 310-м годам до н. э.
Когномен Кезона Квинкция — «Клавд» (Claudus) — указывает на хромоту, от которой, по-видимому, страдал его носитель.
Коллегой Клавда по консульской должности стал плебей Луций Генуций Клепсина. О консульстве Генуция и Квинкция ничего не известно.
Один из ведущих антиковедов XX — нач. XXI века Э. Бэдиан предположил, что сыном, а не братом, Кезона Квинкция мог быть Луций Квинкций, жрец-фламин, ставший первым в роду носителем когномена «Фламинин».